# James von Moltke
James Adam Mark Graf von Moltke (* 18. April 1969 in Heidelberg) ist ein deutsch-australischer Investmentbanker und Vorstandsmitglied und Finanzvorstand (CFO) der Deutschen Bank.

## Herkunft und Ausbildung
James von Moltke wurde als Sohn des Rechtsanwalts Helmuth Caspar Carl Graf von Moltke und seiner aus Wollongong (Australien) stammenden Frau Keri, geb. Oddy, in Heidelberg geboren. Er studierte Philosophie und Literatur am New College der Universität Oxford und schloss mit einem Bachelor of Arts ab. Seine berufliche Laufbahn begann er 1992 bei der Investmentbank Credit Suisse First Boston in London. Von 1995 bis 2005 war er für JP Morgan in New York City und Hongkong tätig. Von dort wechselte er zu Morgan Stanley in New York. Dort war von Moltke im Bereich der Finanzdienstleistungen tätig.

## Werdegang
2009 übernahm von Moltke die Leitung der Unternehmensabteilung M&A bei Citigroup und 2012 übernahm er die weltweite Finanzplanung. 2015 befördert man ihn zum Finanzchef der Citigroup. 2017 wechselte von Moltke zur Deutschen Bank und ist dort seit dem Juni 2019 als Finanzvorstand tätig. Seit dem 25. März 2022 ist er stellvertretender Vorstandsvorsitzender der Deutschen Bank.

## Familie
Von Moltke besitzt neben der deutschen auch die australische Staatsbürgerschaft. Er ist verheiratet und hat drei Kinder. Sein Vater war Geschäftsführer von BASF-Konzerngesellschaften in Australien und Kanada; sein Bruder Nicholas ist Vorstand im amerikanischen Versicherungskonzern Prosperity Life. Seine Großeltern waren Freya von Moltke und Helmuth James Graf von Moltke, beide Juristen und Widerstandskämpfer gegen den Nationalsozialismus.

## Mitgliedschaften
- Aufsichtsrat der BVV Versorgungskasse des Bankgewerbes e.V[9]
- Aufsichtsrat des BVV Versicherungsvereins des Bankgewerbes AG